# Орламинде
Орламинде (њем. Orlamünde) град је у њемачкој савезној држави Тирингија. Једно је од 93 општинска средишта округа Зале-Холцланд. Према процјени из 2010. у граду је живјело 1.231 становника. Посједује регионалну шифру (AGS) 16074065.

## Географски и демографски подаци
Орламинде се налази у савезној држави Тирингија у округу Зале-Холцланд. Град се налази на надморској висини од 168 метара. Површина општине износи 7,6 km². У самом граду је, према процјени из 2010. године, живјело 1.231 становника. Просјечна густина становништва износи 162 становника/km².

## Међународна сарадња
| Мјесто    | Држава   | Врста сарадње | Од    |
| --------- | -------- | ------------- | ----- |
| Монтелупо | Италија  | пријатељство  | 1992. |
| Домбовар  | Мађарска | контакт       | 2000. |
| Извор     |          |               |       |